# Sumii Sue

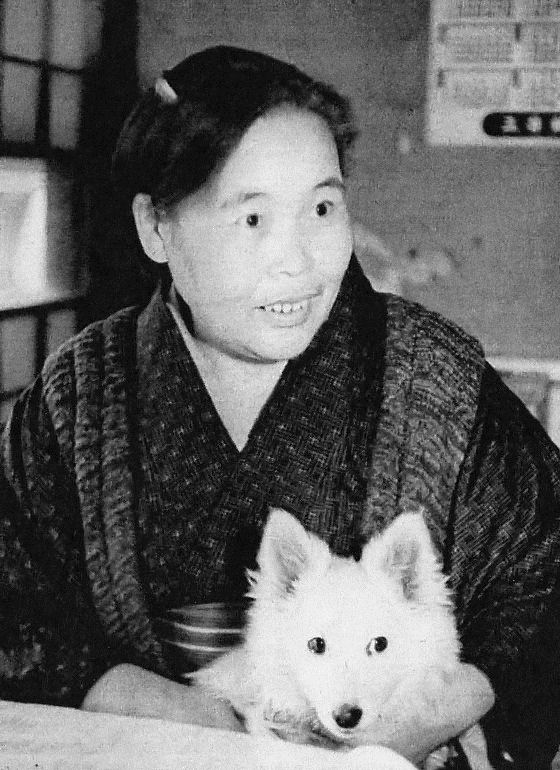
Sumii Sue, 1955

Sumii Sue (jap. 住井 すゑ; * 7. Januar 1902 bei Nara; † 16. Juni 1997 in Ushiku) war eine japanische Schriftstellerin.
Sumii besuchte die Frauenschule von Haramoto und erhielt einen Abschluss als Lehrerin. Sie arbeitete kurze Zeit für den Verlag Kōdansha, den sie wegen diskriminierender Behandlung von Frauen wieder verließ. 1921 heiratete sie Inuta Shigeru, einen Aktivisten der proletarischen Agrarbewegung. Sie bewirtschaftete mit diesem eine Farm und bekam vier Kinder. In dieser Zeit veröffentlichte sie Romane und Erzählungen über das Leben der japanischen Landbevölkerung und wurde 1954 für Yoru ake asa ake (夜あけ朝あけ) mit dem Mainichi-Kulturpreis ausgezeichnet.
Nach dem Tod ihres Mannes begann sie 1958 mit der Arbeit an ihrem Hauptwerk, dem siebenteiligen Roman Hashi no nai kawa (橋のない川, „Fluss ohne Brücke“), in dem sie sich mit dem Schicksal der diskriminierten Burakumin auseinandersetzte. Der erste Teil erschien 1961 in Buchform, und in der Zeit vor ihrem Tode arbeitete sie an einem achten Teil des Werkes, das in Japan zweimal verfilmt wurde und 1990 in englischer Übersetzung unter dem Titel The River with No Bridge erschien.